# كميل الوباري
كميل عبد الله حسن الوباري لاعب سعودي من مواليد 1986 من سكان محافظة الأحساء (قرية المنصورة)حارس نادي النصر والمنتخب السعودي لكرة القدم، .
انتقل لنادي النصر السعودي من فريق نادي الروضة السعودي عام 2005.. ولعب للنصر لدرجة الشباب من عام 2005 إلى 2006
لعب للنصر في بطولة الأمير فيصل بن فهد عام 2007 وحقق معه البطولة بعد 8 سنوات غياب عن البطولات لفريق النصر.. استدعي للمنتخب عام 2008 في التصفيات المؤهلة إلى كأس العالم لكرة القدم 2010.اعتزل الكره نهائياً.